# Застава Луксембурга
Државна застава Луксембурга се састоји од три једнако широке водоравне линије црвене, беле, и плаве боје. Први пут се употребљавала од 1845. до 1848. године, и прихватила се 23. јуна 1972. године. Боје су се највероватније прикупиле са грба Лимбурске покрајине за време Белгијске револуције 1830. године.